# 汉娜·埃夫里-霍尔
汉娜·埃夫里-霍尔（英語：Hannah Every-Hall，1987年11月18日—），澳大利亚女子赛艇运动员。她曾代表澳大利亚参加世界赛艇锦标赛，获得一枚金牌和一枚银牌。她也曾参加2012年夏季奥运会。